# スーパーマン (アニメ)
『スーパーマン』(Superman: the Animated Series)は、DCコミックスのアメコミ『スーパーマン』を原作とした、1996年から2000年にかけてアメリカ合衆国で放送されたテレビアニメ。日本ではカートゥーン ネットワークで1999年7月18日から2004年にかけて放映された。DVDおよび配信では、このシリーズをほかのシリーズと区別できるように「スーパーマン アニメ・シリーズ」としている。
同一の世界観のクロスオーバー作品群として扱う「DCアニメイテッド・ユニバース」でもある。

## 概要
1992年より製作されたアニメ『バットマン』の後番組として製作された。スタッフもほぼ同様の布陣である。
アメリカでの放映はバットマン同様ワーナーの子供向け枠で行われ、後にバットマンの新作と枠を合併し、『The New Batman/Superman Adventures』の枠で、交互に放映された。バットマン側のキャラクターとの相互出演（クロスオーバー）も何度か行われた。

## ストーリー
クリプトン人の科学者ジョー゠エルは、クリプトン星が滅亡の危機に瀕していることを発見する。しかし、スーパーコンピューターのブレイニアックは、クリプトン星のデータをすべて集めて脱出する計画を立てていたため、ジョ゠エルに犯罪者の濡れ衣を着せ、議会で否定する。仕方なくジョー゠エルと妻のラーラはクリプトン星の滅亡を前に、一人息子のカル゠エルを遠くの世界に送る準備をする。
カル゠エルを乗せた宇宙船は恒星間飛行の後、地球に不時着し、そこでジョナサン・ケントとマーサ・ケント夫妻に発見され、クラークと名付けられる。数年後、カンザス州のスモールヴィルに住む10代のクラークは、自分が超能力を持っていることに気付き、すぐにそれを使って恋人ラナ・ラングの命を救い、やがてケント夫妻から自分の出自の真実を聞かされる。
自分の出自を知ってから数年後、クラーク・ケントはメトロポリスでデイリー・プラネットの記者として生活しながら、スーパーマンとして超能力を駆使して活躍していた。クラークはスーパーマンとして同僚のロイス・レーンと親しくなる。一方、エイリアンの船が滅亡したクリプトンの衛星に遭遇するが、その中にはブレイニアックが隠れていた。

## メインキャラクター
スーパーマン/クラーク・ケント (Clark Kent/Kal-El/Superman)
声 - 花田光/英 - ティモシー・デイリー、ジェイソン・マースデン（ハイスクール時代）
地上最強の男。クリプトン星の爆発時に、両親の手で地球に避難させられた異星人「カル゠エル」がその正体。
漂着後、地球人ケント夫妻に育てられた。その性格は公明正大。平和のために我が身を犠牲にする最もヒーローらしいヒーロー。普段はメトロポリスで新聞記者をしている。
北極にスーパースーツなど超科学の装備を隠す秘密基地を持っている。弱点は、クリプトン星の放射性物質クリプトナイト。他に魔法が苦手。
ロイス・レーン (Lois Lane)
声 - 佐藤ゆうこ/英 - ダナ・デラニー、メイ・ホイットマン（子供時代）
スーパーマンを追う敏腕新聞記者。クラークの同僚。クラークに恋されているが、彼女はスーパーマンに夢中である。
ペリー・ホワイト (Perry White)
声 - 大山昇→野中秀哲、星野充昭（第30・31話）/英 - ジョージ・ズンザ
クラークやロイスの務めるデイリー・プラネット社の編集長。気難しいが正義漢。ルーサーの悪事を暴こうとしている。
ジミー・オルセン (Jimmy Olsen)
声 - 片桐健太→青木誠/英 - デビッド・カウフマン
デイリー・プラネット社に出入りするカメラマン。スーパーマンの友人。コンピュータにも詳しい。

### スーパーマンサイド
アンジェラ・チェン (Angela Chen)
声 - 佐野かなめ/英 - ローレン・トム
テレビ局DDチャンネルのニュースレポーター。
ジョナサン・ケント、マーサ・ケント (Jonathan Kent, Martha Kent)
声 - 佐々木誠二、小出悦子/英 - マイク・ファーレル、シェリー・フェブレー
クラークの義理の親。赤ん坊だったクラークの乗った宇宙船を見つけ養子とした。成長するにつれ超能力を発揮するクラークを、ある時は叱咤し、ある時は激励し、暖かく育ててきた。現在も健在で、二つの顔に悩むクラークの支えである。
ラナ・ラング (Lana Lang)
声 - 三浦智子→笹森亜希/英 - ジョリー・フィッシャー
クラークのハイスクール時代の同級生で、売れっ子のファッションデザイナー。スーパーマンがクラークだと見抜いている。
マギー・ソウヤー (Maggie Sawyer)
声 - 山門久美/英 - ジョアンナ・キャシディ
メトロポリスの特殊犯罪科の女警部。圧力にも負けない行動派。スーパーマンの友人。
ダニエル・"ダン"・ターピン (Daniel "Dan" Turpin)
声 - 田尻ひろゆき/英 - ジョセフ・ボローニャ
メトロポリスの特殊犯罪科の警部。
エミル・ハミルトン博士 (Professor Emil Hamilton)
声 - 武藤与志則/英 - ヴィクター・ブラント
スター研究所に務める科学者。クリプトナイトなどクリプトンに関わる研究でスーパーマンを助ける。
ジョー゠エル (Jor-El)
声 - 田中総一郎/英 - クリストファー・マクドナルド
クラークことカルの実父。クリプトン壊滅の際カルをシャトルに乗せ地球に逃がし、自身は妻のラーラ゠エル（声 - 松井紀子/英 - フィノラ・ヒューズ）と共に星と運命を共にした。
スーパーガール/カーラ・ケント (Supergirl/Kara Kent)
声 - たかはし智秋/英 - ニコール・トム
クリプトンの双子星アルゴスの生き残り。地球ではケント夫妻の姪として紹介された。元気なティーンエイジャー。スーパーマン同様の超能力を持ち、スーパーガールとして活動を始める。
スティール (Steel)
声 - 野中秀哲/英 - マイケル・ドーン
本名ジョン・ヘンリー・アイアンズ (John Henry Irons)。
レックスコーポレーションの科学者だった。開発した戦闘スーツが暴走した時スーパーマンに助けられる。後のスーパーマンの危機に、自らスーツをまとい助けに向かう。ハンマーが武器。
オリオン (Orion)
声 - 木村雅史/英 - スティーヴ・サンダー、ロン・パールマン（JL登場時）
惑星ニュージェネシスの戦士で、アポコリプスとの休戦協定の際、ニュージェネシスの統治者ハイファーザー（声 - 岩田安生/英 - マイケル・ライアン）の実子（後のミスター・ミラクル）と交換されたダークサイドの実の子。

## ゲストヒーロー
ロボ (Lobo)
声 - 手塚秀彰/英 - ブラッド・ギャレット
暴れ者の宇宙盗賊。不死身の再生能力を持つ。アメリカンタイプのバイクを思わせる飛行メカに搭乗している。最後のソーニア人であり自分の星を高校の化学の自由研究で爆破した、本人は成績が高くついたと自慢げに語っていた。
フラッシュ/ウォーリー・ウェスト (Flash/Wally West)
声 - 山野井仁/英 - チャーリー・シュラッター
アニメ版『ジャスティス・リーグ』にも登場するが声優は異なる。
ドクター・フェイト (Doctor Fate)
声 - 中村秀利/英 - ジョージ・デルホヨ
マキシマ (Maxima)
声 - 沢海陽子/英 - シャロン・ローレンス
アルメラク星の女王。スーパーマンと素手で渡り合えるほどの頑健さと腕力の持ち主。スーパーマンを夫にと見初めて地球にやってくる。
五代目グリーンランタン/カイル・レイナー(Green lantern/Kyle Rayner)
声 - 根本泰彦/英 - マイケル・P・グレゴ
本作ではデイリー・プラネット社でイラストの仕事をしていた。
アクアマン (Aquaman)
声  - 大川透/英 - ミゲル・フェラー

### バットマンサイド
『バットマン』の登場キャラクター。バットマンがゲスト出演した回に登場。特記の無い限り、アニメ『バットマン』と同一のキャスト。
バットマン/ブルース・ウェイン (Batman/Bruce Wayne)
声 - 玄田哲章/英 - ケヴィン・コンロイ
ゴッサム・シティのヒーロー。
アルフレッド・ペニーワース (Alfred Pennyworth)
声 - 北村弘一/英 - エフレム・ジンバリストJr.
ブルース・ウェインの執事。
ロビン/ティム・ドレイク (Robin/Tim Drake)
声 - 松本保典/英 - マシュー・バレンシア
バットマンの相棒。アニメ『バットマン』でのティム・ドレイクの日本語吹き替えは未登場。
ゴードン市警本部長 (Commissioner Gordon)
声 - 小林修/英 - ボブ・ヘイスティングス
ゴッサム市警のトップ。

## ヴィラン
レックス・ルーサー (Lex Luthor)
声 - 乃村健次/英 - クランシー・ブラウン
スーパーマンの宿敵。メトロポリスの大企業であるレックスコーポレーションのトップ。裏で犯罪を企む野心家。
マーシー・グレイブス (Marcy Graves)
声 - 荒井静香/英 - リサ・エデルシュタイン
レックスのボディガードを務める女性。続編となるアニメ『ジャスティス・リーグ (アニメ)』ではレックスコープの経営者になっている。
トイマン (Toyman)
声 - 天田真人/英 - バッド・コート
玩具職人ウィンスロウ・ショット(Winslow Schott)の息子。後にコミックにもトイボーイ（Toyboy）として登場している。おもちゃの仮面を被った暗殺者。親を裏切り獄死させたブルーノ・マンハイムを狙う。
ブルーノ・マンハイム (Bruno Mannheim)
声 - 坂本一→髙階俊嗣/英 - ブルース・ウェイツ
清廉潔白な事業家を装っているギャング団・インターギャングのリーダー。後にダークサイドの配下となるが、彼に騙され命を落とす。
パラサイト/ルーディ・ジョーンズ (Parasite/Rudy Jones)
声 - 中田雅之、柳沢栄治（JL登場時）/英 - ブライオン・ジェームズ
盗んだ化学薬品を誤って浴びてしまい、生命エネルギー吸収生物に生まれ変わった男。スーパーマンの能力をも吸収、活用できる。
メタロ/ジョン・コーベン (Metallo/John Corben)
声 - 佐々木誠二/英 - マルコム・マクダウェル
元殺し屋。ルーサーの実験台となり、クリプトナイトを心臓部とするサイボーグに生まれ変わる。
ブレイニアック (Brainiac)
声 - 稲田徹/英 - コーリー・バートン
ジョー゠エルに作られたクリプトン星のコンピュータプログラム。自我を持ち、惑星崩壊の際、宇宙に逃亡し、機械のボディを形成した。情報の収集を目的としており、訪れた惑星のデータをすべて収集した後、情報の価値を高める為、惑星を破壊している。
ジャクス゠ウル将軍 (Jax-Ur)、マーラ (Mala)
声 - 青山穣、火野カチコ/英 - ロン・パールマン、レスリー・イースターブルック→サラ・ダグラス
クリプトン星防衛軍の元：司令官とその副官。過去に反乱を起こし、ジョー゠エルに異次元ファントムゾーンに幽閉されていた。地球ではスーパーマン同様の能力を持つ。
ライブワイヤー/レスリー・ウィリス (Livewire/Leslie Willis)
声 - ならはしみき/英 - ロリ・ペティ
毒舌ジョッキーが変貌した電気人間。スーパーマンに雷から助けられたが、その際彼の能力をいくらか受け継いで、現在の姿になった。
ビザロ (Bizarro)
声 - 辻親八、花田光（誕生当初）/英 - ティモシー・デイリー
ルーサーに作られたスーパーマンの不完全なクローン。当初はスーパーマンと完全に同じ姿をしていたが、次第に醜悪な姿に変貌していった。
人助けをしようとするが加減が分からず失敗を繰り返す。クラーク同様ロイスを愛している。
ルミナス/エドワード・ライトナー (Luminus/Edward Lytener)
声 - 吉田孝/英 - ロバート・ヘイズ
元レックスコーポレーションの研究員で、自ら開発した太陽光線をエネルギーに変える装備で光を操る。
アニメ版オリジナルのキャラクターで、続編に当たるアニメ版『ジャスティス・リーグ』にも登場する。
ミスター・ミクシィズピトルク (Mr.Mxyzptlk)
声 - 茶風林/英 - ギルバート・ゴットフリード
五次元人。スーパーマンをからかうのが何よりも楽しみなトラブルメーカー。魔法を使い騒ぎを起こす。美人の妻のギスピット (Gsptlsnz)（声 - 荒井静香/英 - サンドラ・バーンハード）がいる。ちなみに本名は五次元の発音のため、この名は仮称らしい。
ボルカーナ/クレア・セルトン (Volcana/Claire Selton)
声 - 木内レイコ/英 - ペリー・ギルピン
強力な発火能力（パイロキネシス）を悪用する女怪盗。
アニメ版オリジナルのキャラクター。続編に当たるアニメ『ジャスティス・リーグ (アニメ)』にも登場する。

### 惑星アポコリプス
ダークサイド (Darkseid)
声 - 土屋利秀→野中秀哲/英 - マイケル・アイアンサイド
惑星アポコリプスの支配者。宇宙征服を企み地球を狙う。
カント (kanto)
声 - 今村直樹/英 - マイケル・ヨーク、コーリー・バートン（JL登場時）
ダークサイドの部下。アポコリプス製の武器をマンハイムらインターギャングに流す。
キャリバック (Kalibak)
声 - 髙階俊嗣/英 - マイケル・ドーン
ダークサイドの息子でありオリオンの腹違いの兄弟。
グラニー (Granny Goodness)
声 - 島香裕/英 - エドワード・アズナー
ダークサイドに仕える乳母。マンハイム亡き後インターギャングの指揮を執る。
ラシーナ (Lashina)
声 - /英 - ダイアン・ミッチェル
ストンパ (Stompa)
声 - /英 - ダイアン・デラノ
マッド・ハリエット (Mad Harriet)
声 - /英 - アンドレア・マーティン
ダークサイド配下の女性たち。

### ゲストヴィラン
ウェザー・ウィザード（空の魔術師）/マーク・マードン (Weather Wizard/Mark Mardon)
声 - 武藤与志則/英 - ミゲル・フェラー
元はフラッシュと因縁のあったゆすり屋で、弟のベン（声 - 並木伸一/英 - ローリン・ドレイファス）に作らせた天候を自在に変える装置を使う。
カークル (Karkull)
声 - 遠藤純一/英 - テッド・レヴィン
過去にドクター・フェイトが封印した魔物。封印されていたロータの石版を泥棒が偶然見つけて復活させてしまった。
シネストロ (Sinestro)
声 - 石川ひろあき/英 - テッド・レヴィン
元グリーンランタン・コァの一員だったが、資格を剥奪された異星人。黄色のパワーリングを使い、グリーンランタンへの復讐行為に出る。
ロキシー・ロケット (Roxy Rocket)
声 - 武田佳子/英 - チャリティー・ジェームズ

### バットマン関連のヴィラン
『バットマン』の登場キャラクター。主にバットマンがゲスト出演した回に登場。特記の無い限り、アニメ『バットマン』と同一のキャスト。
ジョーカー (Joker)
声 - 青野武/英 - マーク・ハミル
ハーレイ・クイン (Harley Quinn)
声 - 伊藤美紀/英 - アーリーン・ソーキン
アニメ『バットマン』のアニメオリジナルキャラクター。
ペンギン (Penguin)
声 - 富田耕生/英 - ポール・ウィリアムズ
リドラー/エドワード・ニグマ (Riddler/Edward Nygma)
声 - 安原義人/英 - ジョン・グローヴァー
マッドハッター/ジャービス・テッチ (The Mad Hatter/Jervis Tetch)
声 - 長島雄一/英 - ロディ・マクドウォール
アニメ『バットマン』でのマッドハッターの日本語吹き替えは富山敬と牛山茂。
ベイン (Bane)
声 - 白熊寛嗣/英 - ヘンリー・シルヴァ
アニメ『バットマン』でのベインの原語版の声優は途中でヘンリー・シルヴァからヘクター・エリゾンドへ変更、日本語吹き替えは未登場。
レイシュ・アル・グール (Ra's al Ghul)
声 - 田中正彦/英 - デビッド・ワーナー
タリア (Talia al Ghul)
声 - 浅川悠/英 - オリビア・ハッセー
アニメ『バットマン』でのタリアの原語版の声優はヘレン・スレイター、日本語吹き替えは沢海陽子。
ウブー (Ubu)
声 - 白熊寛嗣/英 - マイケル・ホース
アニメ『バットマン』でのウブーの日本語吹き替えは河相智哉。

## スタッフ
- 製作総指揮 - ジャン・ギャバン
- プロデューサー - アラン・バーネット、ポール・ディニ、ブルース・ティム
- ストーリー・エディター - スタン・バーコウィッツ、アラン・バーネット、ポール・ディニ
- 音声演出 - アンドレア・ロマーノ
- キャスティング - レスリー・ラーマース
- 制作協力 - キョクイチ東京ムービー、グループ・タック、ココ・エンタープライズ/東洋動画
- 製作 - ワーナー・ブラザース・アニメーション

### 日本語版制作スタッフ
| スタッフ       | スタッフ                  | 担当話数（CN放送順）                                              |
| -------------- | ------------------------- | ----------------------------------------------------------------- |
| 翻訳           | 長澤佳代                  | 第1話 - 第3話、第8話 - 第9話、第13話                              |
| 翻訳           | 森由美                    | 第4話 - 第5話、第10話 - 第12話                                    |
| 翻訳           | 石濱恵子                  | 第6話 - 第7話                                                     |
| 翻訳           | 笹部祐三子                | 第14話 - 第26話                                                   |
| 翻訳           | 尾形由美                  | 第27話 - 第29話                                                   |
| 翻訳           | 矢田恵子                  | 第30話 - 第32話、第34話、第42話、第44話 - 第45話、第51話 - 第52話 |
| 翻訳           | 三橋夏子                  | 第33話、第35話 - 第41話、第43話、第46話 - 第50話、第53話 - 第54話 |
| 演出           | 春日正伸                  | 第1話 - 第26話                                                    |
| 演出           | 久保宗一郎                | 第27話 - 第38話、第42話 - 第54話                                  |
| 演出           | 川合茂美                  | 第39話 - 第41話                                                   |
| 録音/調整      | 白石洋                    | 第1話 - 第26話                                                    |
| 録音/調整      | 吉本晋                    | 第27話 - 第38話、第42話 - 第54話                                  |
| 録音/調整      | オムニバス・ジャパン      | 第39話 - 第41話                                                   |
| プロデューサー | 伊藤文子                  | 第1話 - 第54話                                                    |
| 制作           | カートゥーン ネットワーク | 第1話 - 第54話                                                    |
| 制作           | ムービーテレビジョン      | 第1話 - 第26話                                                    |
| 制作           | 東北新社                  | 第27話 - 第54話                                                   |

## 放映リスト
| 話数 (CN) | 話数 (U-NEXT) | 話数     | タイトル                     | 原題                            | 脚本                                                                | 演出                                                            | 作画監督                      | 放送日         |
| --------- | ------------- | -------- | ---------------------------- | ------------------------------- | ------------------------------------------------------------------- | --------------------------------------------------------------- | ----------------------------- | -------------- |
| 1         | 1（序章）     | 1（S1）  | クリプトン最後の息子 パート1 | The Last Son of Krypton, Part 1 | ポール・ディニ アラン・バーネット                                   | ダン・リバ スコット・ジェラルド カート・ゲーダ ブルース・ティム | キム・セウォン                | 1999年 7月18日 |
| 2         | 2             | 2        | クリプトン最後の息子 パート2 | The Last Son of Krypton, Part 2 | ポール・ディニ アラン・バーネット                                   | ダン・リバ スコット・ジェラルド カート・ゲーダ ブルース・ティム | キム・セウォン                | 1999年 7月18日 |
| 3         | 3             | 3        | クリプトン最後の息子 パート3 | The Last Son of Krypton, Part 3 | ポール・ディニ アラン・バーネット                                   | ダン・リバ スコット・ジェラルド カート・ゲーダ ブルース・ティム | 鈴木幸雄                      | 1999年 7月18日 |
| 4         | 4（S1）       | 4        | おもちゃの涙                 | Fun and Games                   | マーティ・アイゼンバーグ ロバート・N・スキル                        | 友永和秀                                                        | 滝口禎一                      | 7月19日        |
| 5         | 5             | 5        | クリプトナイトの秘密         | A Little Piece of Home          | ヒラリー・J・ベイダー                                               | 増田敏彦                                                        | 川口隆                        | 7月20日        |
| 6         | 6             | 7        | 永遠の肉体                   | The Way of All Flesh            | スタン・バーコウィッツ                                              | 八崎健二                                                        | 野口寛明                      | 7月21日        |
| 7         | 7             | 6        | 恐怖の生命体                 | Feeding Time                    | ロバート・グッドマン                                                | カート・ゲーダ                                                  | パク・セヒョン                | 7月22日        |
| 8         | 8             | 9        | 宇宙盗賊ロボ パート1         | The Main Man, Part 1            | ポール・ディニ                                                      | ダン・リバ                                                      | キム・セウォン                | 7月23日        |
| 9         | 9             | 10       | 宇宙盗賊ロボ パート2         | The Main Man, Part 2            | ポール・ディニ                                                      | ダン・リバ                                                      | 鈴木幸雄                      | 7月24日        |
| 10        | 10            | 8        | 奪われた記憶                 | Stolen Memories                 | リッチ・フォーゲル                                                  | カート・ゲータ                                                  | パク・セヒョン                | 7月25日        |
| 11        | 11            | 11       | マイ・ガール                 | My Girl                         | ヒラリー・J・ベイダー                                               | 矢野雄一郎                                                      | 横堀久雄                      | 7月26日        |
| 12        | 12            | 12       | 謎の男                       | Tools of the Trade              | マーク・エヴァニアー                                                | カート・ゲータ                                                  | コ・チェボン                  | 7月27日        |
| 13        | 13            | 13       | 2人のパラサイト              | Two's A Crowd                   | スタン・バーコウィッツ                                              | 青山浩行                                                        | 川口隆                        | 7月28日        |
| 14        | 14（S2）      | 14（S2） | 過去からの訪問者 前編        | Blasts From the Past, Part 1    | ロバート・グッドマン                                                | ダン・リバ                                                      | パク・セヒョン                | 7月29日        |
| 15        | 15            | 15       | 過去からの訪問者 後編        | Blasts From the Past, Part 2    | ロバート・グッドマン                                                | ダン・リバ                                                      | コ・チェボン ハン・ヨハン     | 7月30日        |
| 16        | 16            | 27       | 姿なき侵略者                 | Ghost In the Machine            | リッチ・フォーゲル                                                  | 青山浩行                                                        | 宮本佐和子                    | 7月31日        |
| 17        | 17            | 22       | メタローの復讐               | Action Figures                  | ヒラリー・J・ベイダー                                               | 八崎健二                                                        | 末永宏一                      | 8月1日         |
| 18        | 18            | 18       | 電撃!ライブワイアー          | Livewire                        | エヴァン・ダーキン サラ・ダイラー                                   | カート・ゲータ                                                  | 鈴木幸雄 キム・セウォン       | 8月2日         |
| 19        | 19            | 20       | 狙われたロイス               | Target                          | ヒラリー・J・ベイダー                                               | カート・ゲータ                                                  | ハン・ヨハン                  | 8月3日         |
| 20        | 20            | 19       | 2人のスーパーマン            | Identity Crisis                 | ロバート・グッドマン ジョー・R・ランズデール                        | カート・ゲータ                                                  | ハン・ヨンハン                | 8月4日         |
| 21        | 21            | 21       | 奇妙な挑戦者                 | Mxyzpixilated                   | ダン・リバ                                                          | ポール・ディニ                                                  | パク・セヒョン                | 8月5日         |
| 22        | 22            | 17       | 世界一速い男                 | Speed Demons                    | リッチ・フォーゲル                                                  | 増田敏彦                                                        | 横堀久雄                      | 8月6日         |
| 23        | 23            | 23       | ダブル・アタック             | Double Dose                     | ヒラリー・J・ベイダー                                               | 矢野雄一郎                                                      | 西見祥示郎                    | 8月7日         |
| 24        | 24            | 24       | 失われた力                   | Solar Power                     | ロバート・グッドマン                                                | 友永和秀                                                        | 宮本佐和子                    | 8月8日         |
| 25        | 25            | 26       | パラレルワールド             | Brave New Metropolis            | スタン・バーコウィッツ アラン・バーネット                           | カート・ゲータ                                                  | コ・チェボン ハン・ヨハン     | 8月9日         |
| 26        | 26            | 25       | モンキー・パニック           | Monkey Fun                      | エヴァン・ダーキン サラ・ダイラー                                   | カート・ゲータ                                                  | コ・チェボン キム・セウォン   | 8月10日        |
| 27        | 39            | 29       | 頂上対決 Part 1              | World's Finest, Part 1          | アラン・バーネット ポール・ディニ リッチ・フォーゲル                | 増田敏彦                                                        | 滝口禎一                      | 2001年 7月15日 |
| 28        | 40            | 30       | 頂上対決 Part 2              | World's Finest, Part 2          | アラン・バーネット ポール・ディニ スティーヴ・ガーバー              | 増田敏彦                                                        | 芳尾英明                      | 2001年 7月15日 |
| 29        | 41            | 31       | 頂上対決 Part 3              | World's Finest, Part 3          | アラン・バーネット ポール・ディニ スタン・バーコウィッツ            | 増田敏彦                                                        | 飯盛夏子                      | 2001年 7月15日 |
| 30        | 27            | 16       | 蘇った怪物                   | The Prometheon                  | スタン・バーコウィッツ アラン・バーネット                           | 富沢信雄                                                        | 末永宏一                      | 2003年 7月7日  |
| 31        | 28            | 28       | 父の日                       | Father's Day                    | マーク・エヴァニアー スティーヴ・ガーバー                           | ダン・リバ                                                      | パク・セヒョン                | 7月9日         |
| 32        | 29            | 32       | 新たな決意                   | The Hand of Fate                | ヒラリー・J・ベイダー スタン・バーコウィッツ                        | ダン・リバ                                                      | パク・セヒョン イ・ソンヒ     | 7月14日        |
| 33        | 30            | 33       | 故郷を求めて                 | Bizarro's World                 | ロバート・グッドマン                                                | 青山浩行                                                        | 野口寛明                      | 7月16日        |
| 34        | 31            | 34       | 試作品                       | Prototype                       | ヒラリー・J・ベイダー                                               | カート・ゲータ                                                  | ハン・ヨハン                  | 7月21日        |
| 35        | 32            | 35       | クラークの死                 | The Late Mr.Kent                | スタン・バーコウィッツ                                              | 八崎健二                                                        | 川口隆                        | 7月23日        |
| 36        | 33            | 38       | 地球滅亡の危機 パート1       | Apokolips... Now!, Part 1       | リッチ・フォーゲル ブルース・ティム                                 | ダン・リバ                                                      | パク・セヒョン                | 7月28日        |
| 37        | 34            | 36       | 鋼鉄の男たち                 | Heavy Metal                     | ヒラリー・J・ベイダー                                               | カート・ゲータ                                                  | ハン・ヨハン                  | 7月30日        |
| 38        | 35            | 39       | 地球滅亡の危機 パート2       | Apokolips... Now!, Part 2       | リッチ・フォーゲル ブルース・ティム                                 | ダン・リバ                                                      | コ・チェボン パク・セヒョン   | 8月3日         |
| 39        | 36            | 37       | 勇ましき女王                 | Warrior Queen                   | ヒラリー・J・ベイダー                                               | カート・ゲータ                                                  | イ・ソンヒ                    | 8月6日         |
| 40        | 37            | 40       | スーパーガール参上 パート1   | Little Girl Lost, Part 1        | ポール・ディニ エヴァン・ダーキン サラ・ダイラー アラン・バーネット | カート・ゲータ                                                  | パク・セヒョン                | 8月11日        |
| 41        | 38            | 41       | スーパーガール参上 パート2   | Little Girl Lost, Part 2        | エヴァン・ダーキン サラ・ダイラー リッチ・フォーゲル                | カート・ゲータ                                                  | イ・ソンヒ                    | 8月13日        |
| 42        | 42（S3）      | 42（S3） | 炎の女                       | Where There's Smoke             | ヒラリー・J・ベイダー                                               | ダン・リバ                                                      | ソン・マンホ イ・ソンヒ       | 8月18日        |
| 43        | 43            | 44       | 未来からの訪問者             | New Kids In Town                | リッチ・フォーゲル スタン・バーコウィッツ                           | ブッチ・ルキック                                                | コ・チェボン                  | 8月20日        |
| 44        | 44            | 54       | 継承 パート1                 | Legacy, Part 1                  | ポール・ディニ リッチ・フォーゲル                                   | カート・ゲーダ                                                  | イ・ソンヒ                    | 8月25日        |
| 45        | 48            | 53       | 継承 パート2                 | Legacy, Part 2                  | ポール・ディニ リッチ・フォーゲル                                   | ダン・リバ                                                      | パク・セヒョン                | 8月27日        |
| 46        | 45            | 43       | 消えたバットマン             | Knight Time                     | ロバート・グッドマン                                                | カート・ゲータ                                                  | チョン・ウヨン キム・セウォン | 9月1日         |
| 47        | 46            | 47       | 星の奪還                     | Absolute Power                  | ヒラリー・J・ベイダー アラン・バーネット                            | ブッチ・ルキック                                                | イ・ソンヒ パク・セヒョン     | 2004年 1月1日  |
| 48        | 47            | 45       | ロボットの心                 | Obsession                       | ポール・ディニ アラン・バーネット ロン・フォーゲルマン              | ダン・リバ                                                      | チョン・ウヨン                | 2004年 1月1日  |
| 49        | 49            | 52（S4） | 不老の肉体                   | The Demon Reborn                | リッチ・フォーゲル                                                  | ダン・リバ                                                      | イ・ソンヒ コ・チェボン       | 1月2日         |
| 50        | 50            | 48       | 選ばれし者                   | In Brightest Day                | ヒラリー・J・ベイダー                                               | ブッチ・ルキック                                                | イ・ソンヒ                    | 1月2日         |
| 51        | 51            | 49       | 親友                         | Superman's Pal                  | ロバート・グッドマン                                                | 福島和美                                                        | 久保川美明                    | 1月3日         |
| 52        | 52            | 46       | ミックスの再挑戦             | Little Big Head Man             | ポール・ディニ ロバート・グッドマン                                 | 辻伸一                                                          | 岡田敏靖                      | 1月3日         |
| 53        | 53            | 51       | 妖しき伝道師                 | Unity                           | ポール・ディニ リッチ・フォーゲル                                   | 辻伸一                                                          | 岡田敏靖                      | 1月4日         |
| 54        | 54            | 50       | 海の伝説                     | A Fish Story                    | アラン・バーネット ヒラリー・J・ベイダー リッチ・フォーゲル         | 辻伸一                                                          | 岡田敏靖                      | 1月4日         |

### 地球滅亡の危機 パート1の映像
この「地球滅亡の危機 パート1」は、1998年2月7日の初回放送から後に変更されている。この回の最後にあるダン・タービンの葬式は、ニューゴッズの作者であるジャック・カービーのオマージュとなっており、ニック・フューリー、ビッグ・バルダ、スコット・フリー、オリオンなど、カービーのコミック作品の登場人物が葬式に参列し、カービーの友達でファンのマーク・エヴァニアー、ブルース・ティム、ポール・ディニ、アレックス・ロス、父のノーマン・ロス、スタン・リーも登場している。マーベルとDCの間で肖像権（著作権）問題があったかは不明だが、DVDの第3巻でこのシーンは改変されている。このシーンの画は、マイケル・フューリーの本 The Krypton Companionとトゥー・モローの本（ISBN 1-893905-61-6）で公開されている。2021年3月17日、アメリカのMaxで利用可能になった際、テレビ放送版を使うようになった。ブルーレイ発売時においても、このテレビ放送版を使っている。日本ではDVD版の映像が使われた。

## 長編
Superman The Last Son of Krypton
「クリプトン最後の息子」Part 1からPart 3までをビデオ用にまとめた作品。日本でもカートゥーン ネットワーク シアターで放送された（先行放送扱い）。
ザ・バットマン・スーパーマン・ムービー ～ ヒーロー頂上対決 ～ (The Batman Superman Movie World's Finest)
「頂上対決」Part 1からPart 3までをビデオ用にまとめた作品。日本でもカートゥーン ネットワーク シアターで放送された。
スーパーマン:ブレイニアック・アタック (Superman Brainiac Attacks、日本未公開)
実写映画『スーパーマン・リターンズ』に合わせて製作されたオリジナルDVD。2006年6月発売。テレビシリーズとは異なる世界観である。
スーパーマン:ドゥームズデイ (Superman Doomsday、日本未公開)
「デス・オブ・スーパーマン」を原作に製作されたオリジナルDVD。

## 映像ソフト
スーパーマン アニメ・シリーズ（DVD）
全3巻。アメリカでは2005年1月25日に1巻が、同年12月6日に2巻、2006年6月20日に3巻が発売。日本での発売は3巻ともに2006年8月4日。リリースはワーナー・ホーム・ビデオ。
- 『スーパーマン アニメーション DISK.1』（品番：DL68615、JAN 4988135574657）
- 『スーパーマン アニメーション DISK.2』（品番：DL82022、JAN 4988135574664）
- 『スーパーマン アニメーション DISK.3』（品番：DL82031、JAN 4988135574671）

2015年9月9日再版分
- 『スーパーマン アニメ・シリーズ　Disc1』（品番：1000576360、JAN 4548967204803）
- 『スーパーマン アニメ・シリーズ　Disc2』（品番：1000576363、JAN 4548967204834）
- 『スーパーマン アニメ・シリーズ　Disc3』（品番：1000575935、JAN 4548967204520）

## オンライン配信
Amazon Prime Videoでは、日本語字幕版で配信されている。U-NEXTにて2022年11月30日より序章（全3話）とシーズン1（全10話）が、2022年12月6日よりシーズン2（全28話）とシーズン3（シーズン4を含む全13話）が、いずれも吹き替え版のみで配信開始。シーズン2とシーズン3の話数は入れ替えられている（参照）。